# كيفن كوريا
كيفن كوريا (بالإنجليزية: Kevin Correia)‏ هو لاعب كرة قاعدة أمريكي، ولد في 24 أغسطس 1980 في سان دييغو في الولايات المتحدة.

## وصلات خارجية
- كيفن كوريا على موقع دوري كرة القاعدة الرئيسي (الإنجليزية)
- كيفن كوريا على موقعبيزبول رفرنس.كوم (الدوري الرئيسي) (الإنجليزية)
- كيفن كوريا على موقعبيزبول رفرنس.كوم (الدوري الثانوي) (الإنجليزية)
- كيفن كوريا على موقع إي إس بي إن.كوم (أم.أل.بي) (الإنجليزية)
- كيفن كوريا على موقع مشجعي الرسوم البيانية (الإنجليزية)